# Ruffey-sur-Seille
Ruffey-sur-Seille är en kommun i departementet Jura i regionen Bourgogne-Franche-Comté i östra Frankrike. Kommunen ligger i kantonen Bletterans som tillhör arrondissementet Lons-le-Saunier. År 2022 hade Ruffey-sur-Seille 751 invånare.

## Befolkningsutveckling
Antalet invånare i kommunen Ruffey-sur-Seille
Referens:INSEE